# Percy Smith (calciatore)
Percy James Smith (Burbage, 16 novembre 1880 – Watford, 18 aprile 1959) è stato un calciatore e allenatore di calcio inglese, di ruolo centrocampista.

## Carriera

### Club
La sua prima esperienza calcistica professionistica risale al 1895 quando si unì all'Hinckley United (precedentemente chiamato Hinckley Town F.C), prima di unirsi al Preston North End nel 1902. Durante la sua militanza ai Lilywhites divenne un volto fondamentale per la vittoria del campionato di Second Division 1903-1904, concludendo inoltre la stagione in testa alla classifica dei capocannonieri con 26 reti. L'annata successiva, la sua squadra riuscì a piazzarsi addirittura al secondo posto in First Division.
Dopo aver militato per otto stagioni al Preston totalizzando più di 240 presenze, venne acquistato dai rivali locali del Blackburn Rovers nell'estate del 1910. Contribuì alla vittoria del titolo di First Division nella stagione 1911-1912, con tanto di raggiungimento delle semifinali di FA Cup. Vinse nuovamente il titolo nella stagione 1913-1914.
Dopo la Prima guerra mondiale, passerà altri due anni a Blackburn prima di essere ceduto al Fleetwood Town nel 1920. Lasciò il club l'anno successivo per accasarsi al Barrow, ritirandosi dalle attività agonistiche nel 1922 dopo aver totalizzato appena cinque presenze con il club.

### Allenatore
Nel 1925 è divenuto ufficialmente il nuovo tecnico del Nelson FC. Tuttavia, ha lasciato l'incarico due anni dopo per approdare sulla panchina del Bury. 
Nel 1930 divenne tecnico del Tottenham, ottenendo la promozione diretta in First Division dopo essersi piazzato al secondo posto in classifica nella stagione 1932-1933. Gli Spurs avranno fin da subito un buon impatto con la massima divisione, riuscendo addirittura ad arrivare al terzo posto già al primo anno. La stagione successiva, gli infortuni di Willie Hall e Arthur Rowe indebolirono notevolmente la squadra fino a farla sprofondare verso i bassifondi della classifica. Smith, data la situazione di stallo, decise di dimettersi nel 1935, sostenendo inoltre che i segretari del club avessero interferito con la selezione della squadra, ruolo che sarebbe dovuto spettare esclusivamente all'allenatore.

## Palmarès

### Giocatore
- Second Division: 1

Preston North End: 1903-1904
- Campionato inglese: 2

Blackburn Rovers: 1911-1912, 1913-1914